# Museo Arqueológico Nacional de Atenas

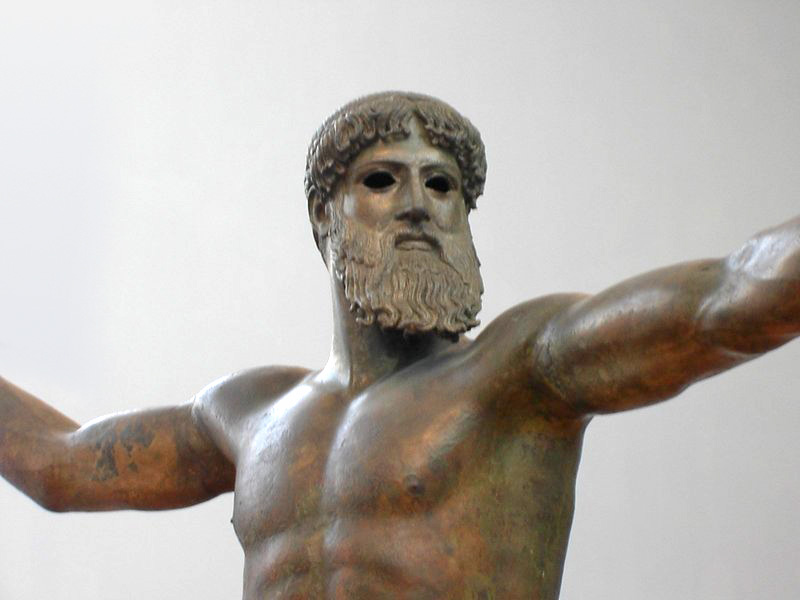
Escultura de Zeus o Poseidón.

El Museo Arqueológico Nacional de Atenas (en griego, Εθνικό Αρχαιολογικό Μουσείο) alberga muchos de los objetos arqueológicos más importantes encontrados en Grecia desde su prehistoria hasta la antigüedad tardía, siendo el principal museo Arqueológico griego. Depende directamente de la Dirección General de Antigüedades, organismo del ministerio griego de Cultura. Georgios Kakavas es su director (2013). Alberga más de 20 000 objetos y hallazgos arqueológicos del conjunto de Grecia. Se le considera uno de los grandes museos del mundo, y contiene la colección más rica de objetos de la antigua Grecia que se puede encontrar en todo el mundo.
Está organizado en cinco temas más o menos ordenados de manera cronológica: la colección prehistórica (del VI milenio a. C. al 1050 a. C.), la colección de esculturas (de los siglos VII al V a. C.), la colección de cerámica (del siglo XI a. C. hasta la Grecia romana), la colección de bronce, y las colecciones egipcias y del Próximo Oriente.
El museo también alberga exposiciones temporales, una extensa colección de fotografías, una biblioteca de investigación, laboratorios de conservación de los objetos de metal, terracota, piedra y materia orgánica; un laboratorio fotográfico y un laboratorio de química. Cuenta con una sala de conferencias, una gran tienda y una cafetería instalada en un atrio.
Está situado en el centro de Atenas, en el barrio de Eksarhia, concretamente entre las calles Épiro, Bouboulinas y Tositsas, si bien su entrada se encuentra ubicada en la Avenida Patission, adyacente al también edificio histórico que alberga la Universidad Politécnica Nacional de Atenas.

## Historia
El primer museo arqueológico nacional de Atenas fue creado por el primer ministro de Grecia Ioannis Kapodistrias a través de un concurso arquitectónico nacional que fue anunciado para la ubicación y diseño arquitectónico del nuevo museo. Su construcción empezó en 1866 y finalizó en 1889 con fondos provenientes del gobierno griego, la sociedad arqueológica y la sociedad de Micenas. Los principales benefactores fueron Eleni Tositsa, que donó el terreno en el que se ubicaría el edificio del museo, y Demetrios y Nikolaos Vernardakis, de San Petersburgo, que donaron una gran cantidad de dinero para la terminación del museo.
El nombre inicial del museo fue el de Museo Central, recibiendo su actual denominación en 1881, por orden del entonces primer ministro de Grecia, Charilaos Trikoupis. En 1887 Valerios Stais, prominente arqueólogo, fue nombrado director del museo.
Durante la Segunda Guerra Mundial el museo cerró sus puertas, y las antigüedades albergadas en él fueron selladas y enterradas en cajas protectoras, con la finalidad de evitar su destrucción y saqueo. En 1945 el museo reabrió sus puertas bajo la dirección de Christos Karouzos.

## El edificio

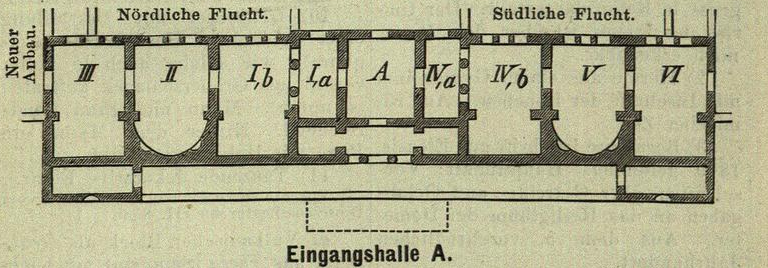
Plano de la planta del museo.

El edificio que alberga el Museo Arqueológico Nacional de Atenas muestra un diseño neoclásico, estilo muy popular en Europa en su tiempo y que tiene la virtud de estar en sintonía con los objetos clásicos que se encuentran en su interior.
El plano original del arquitecto Ludwig Lange fue modificado posteriormente por Panages Kalkos, que fue el principal arquitecto, Harmodios Vlachos y Ernst Ziller. En la parte frontal del edificio hay un gran jardín de estilo neoclásico decorado con estatuas.
La segunda ala del museo alberga el Museo Epigráfico, en el que se puede contemplar una de las mejores colecciones de inscripciones del mundo.

## Expansiones y renovaciones
El edificio ha sido sometido a diversas expansiones y renovaciones. La más importante de sus expansiones fue la construcción de una nueva ala este a comienzos del siglo XX, basándose para ello en los planos de Anastasios Metaxas, así como la construcción de un edificio de dos plantas diseñado por George Nomikos entre 1932 y 1939. Estas expansiones eran necesarias para poder albergar una colección de objetos en continuo y rápido crecimiento. La más reciente reforma tardó un año y medio en completarse, período en el cual el museo permaneció cerrado, reabriendo sus puertas en julio de 2004, coincidiendo con la celebración de los Juegos Olímpicos. La reforma incluyó mejoras técnicas y estéticas en el edificio, reorganización de la colección y reparación de los daños que había producido al edificio el terremoto acaecido en 1999. Las salas que albergan los frescos minoicos abrieron al público en 2005.
En mayo de 2008 el ministro de cultura griego, Mihalis Liapis, inauguró la colección de antigüedades egipcias y la colección de Eleni y Antonis Stathatos. En la actualidad se discute la necesidad de expandir el museo a áreas adyacentes, habiéndose iniciado un plan para la expansión subterránea del mismo.

## La colección

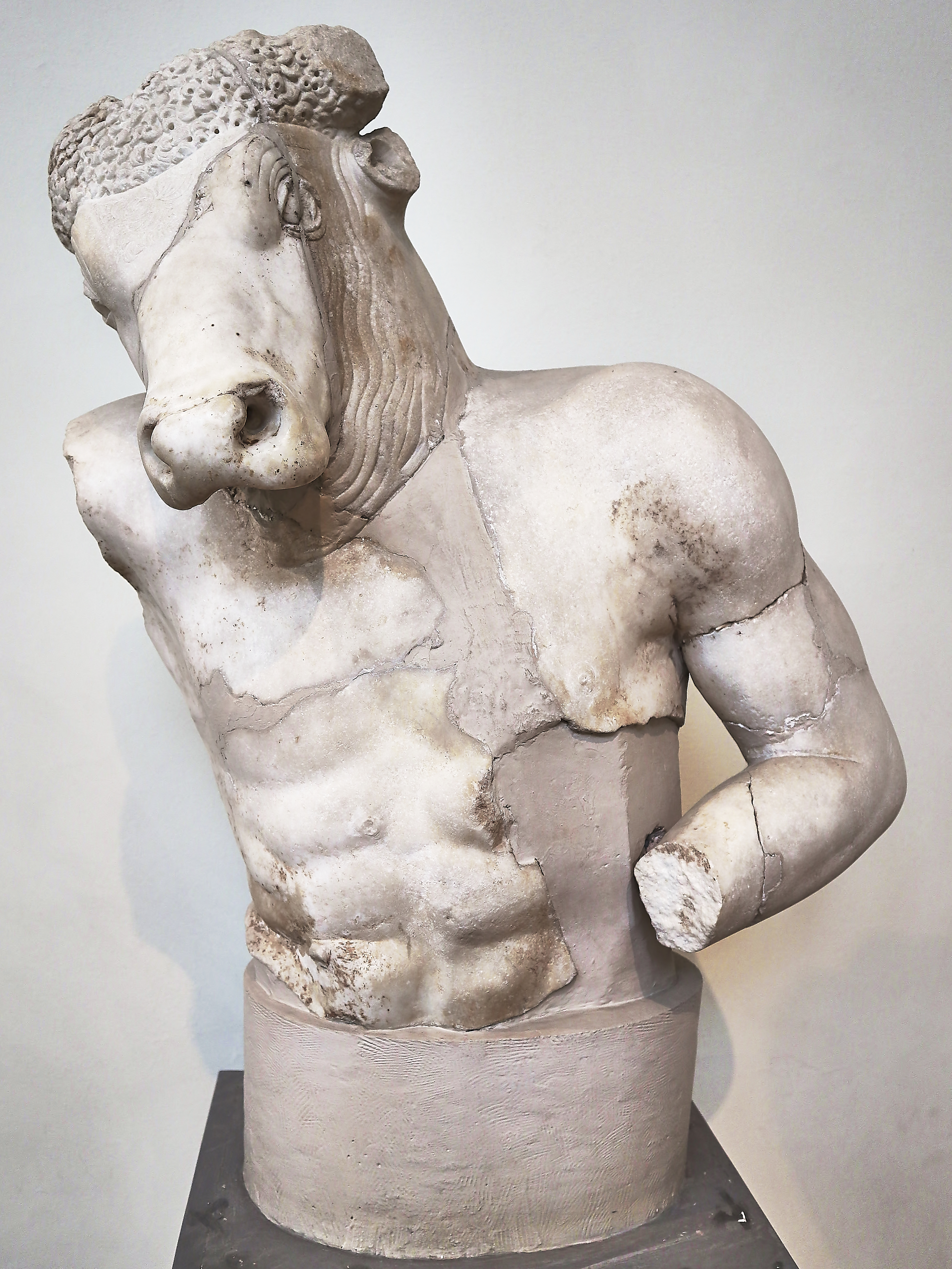
Busto del Minotauro (Museo Arqueológico Nacional de Atenas).

La colección del museo está organizada en secciones:
- Colección de la prehistoria (Neolítico, cicládica y micénica).
- Colección de esculturas.
- Colección de vasijas y objetos menores.
- Colección de objetos de Santorini.
- Colección de objetos de metalurgia.
- Colección Stathatos.
- Colección Vlastos.
- Colección de arte egipcio.
- Colección de antigüedades de Oriente Próximo.

### Colección de la prehistoria
La colección de la prehistoria está compuesta por objetos que datan del neolítico (6800 - 3000 a. C.), comienzos y mediados de la Edad del Bronce (3000 - 2000 a. C. y 2000 a 1700 a. C. respectivamente), y objetos clasificados como arte micénico o cicládico.

#### Colección del neolítico y de comienzos y mediados de la Edad del Bronce
De esta época datan los descubrimientos de objetos de cerámica encontrados en importantes asentamientos del neolítico como Dímini y Sesclo, así como cerámicas que datan del heládico medio, procedentes de Beocia, Ática y Ftiótide. También se muestran algunos objetos procedentes de la excavación de Heinrich Schliemann en Troya.

#### Colección de arte cicládico
Esta colección contiene algunas de las más famosas figuras de mármol encontradas en las islas egeas de Delos y Keros. Estas misteriosas representaciones de figuras humanas que se parecen tanto al arte moderno y han llegado a inspirar a muchos artistas como Henry Spencer Moore proceden de antiguos cementerios de las islas egeas que datan del tercer milenio antes de Cristo. También proceden de estas excavaciones diversas herramientas y contenedores de bronce.

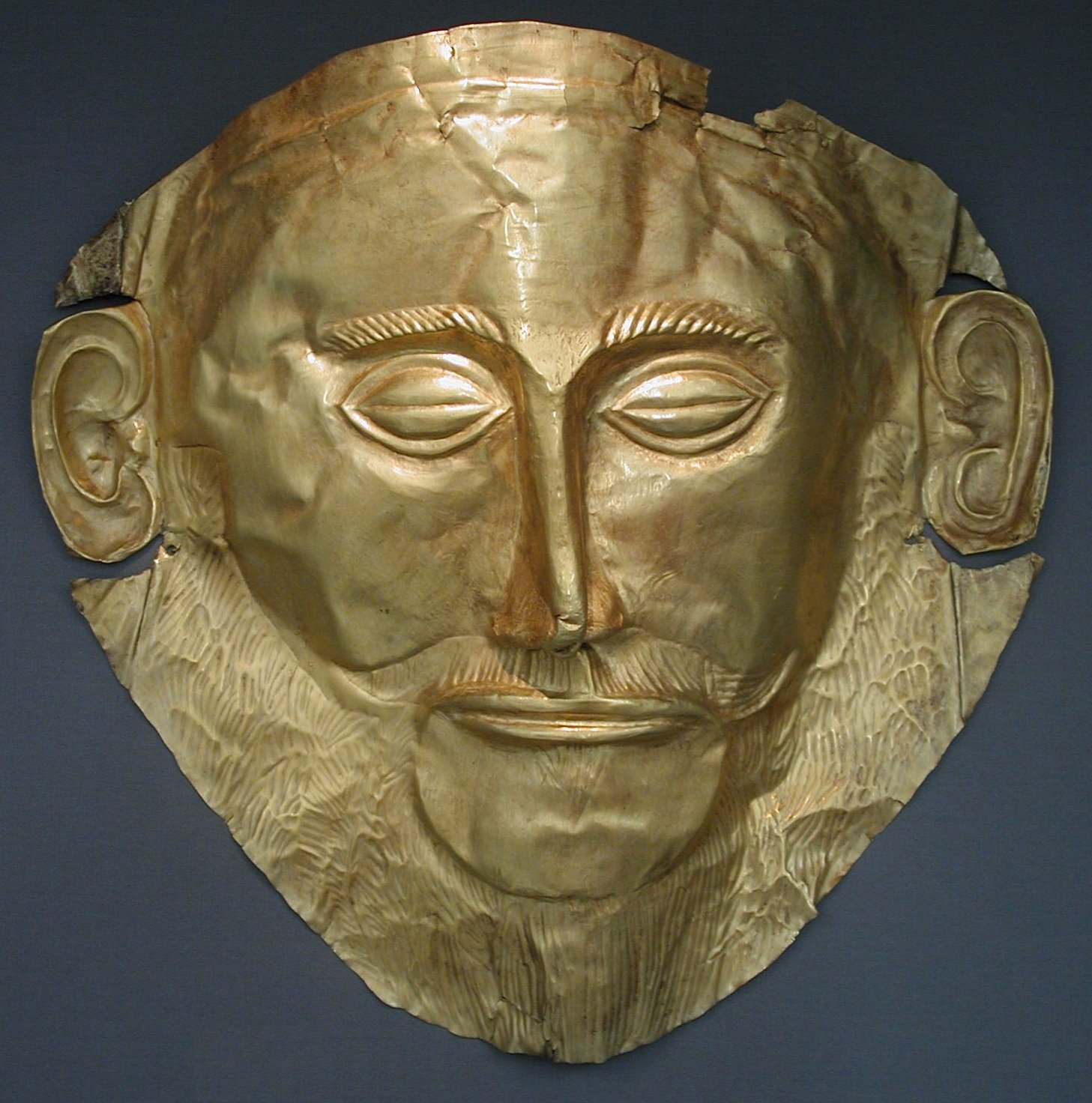
La máscara de oro de Agamenón es una de las piezas más conocidas del museo.

#### Colección de arte micénico
La civilización micénica está representada en el museo a través de diversos objetos, entre los que cabe citar vasijas de piedra, bronce y cerámica, pequeñas figuras, objetos de marfil, cristal, sellos de oro y anillos procedentes de las tumbas de Micenas y de otros lugares del Peloponeso (Tirinto y Dendra en la Argólida, Pilos en Mesenia y Vafio en Laconia). Son especialmente interesantes de esta colección dos copas de oro de Vafio que muestran la escena de la captura de un toro.

##### Descubrimientos de Heinrich Schliemann
Dentro de la colección micénica se incluyen también los grandiosos descubrimientos de Heinrich Schliemann en Micenas en el siglo XIX. En particular, son de gran interés las máscaras funerarias de oro que cubrían las caras de los líderes micénicos enterrados. De entre ellas, la más famosa es la que fue denominada erróneamente como la máscara de Agamenón.
También hay descubrimientos procedentes de la ciudadela de Micenas, entre las que se incluyen relieves, contenedores de oro, cristal, alabastro y joyas y herramientas de ámbar. También resalta un grupo en marfil en el que aparecen dos diosas con un niño, una cabeza pintada de piedra caliza de una diosa y el famoso Vaso de los guerreros, que data del siglo XII a. C.

### Colección de arte egipcio

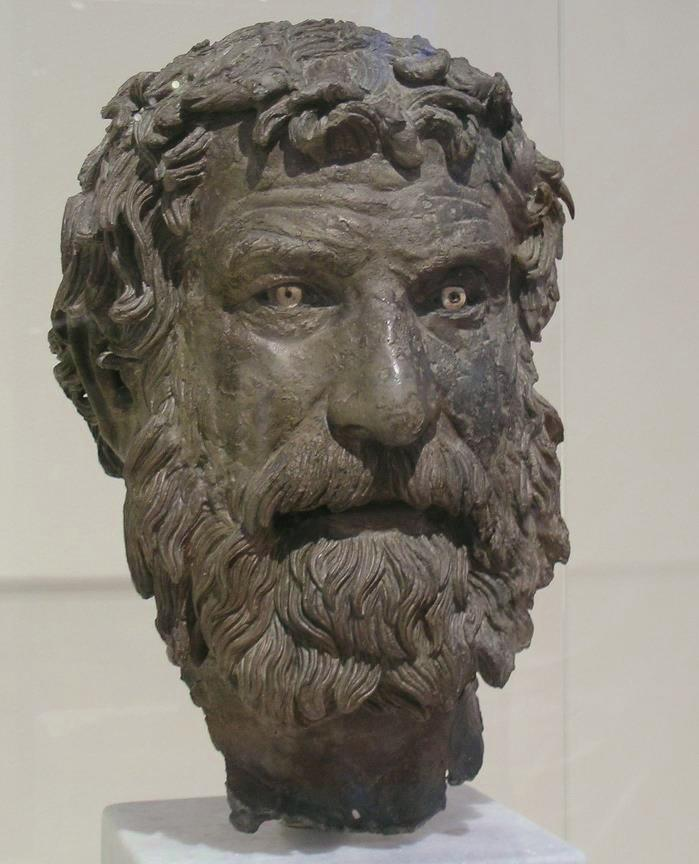
La cabeza del filósofo, procedente del naufragio de Anticitera.

La colección de arte del antiguo Egipto data de los últimos veinte años del siglo XIX. Aunque es importante la donación del gobierno eigipcio de 1893, que regaló al museo nueve momias de la era de los faraones, la colección se nutre principalmente de los artículos entregados por dos donantes: Ioannis Dimitriou (en 1880) y Alexandros Rostovic (en 1904). En total, la colección incluye más de 6000 objetos, si bien hoy en día solo están expuestos al público unos 1100. Se la considera una de las mejores colecciones de arte egipcio del mundo.
La exhibición muestra estatuas, herramientas, joyas, momias, una placa corporal de madera para una momia, una impresionante estatua de bronce de una princesa, huevos de pájaro intactos y una hogaza de pan de 3000 años de antigüedad con la huella de un mordisco. La pieza central de la exposición es la estatua de bronce de la princesa sacerdotisa Takushit, que data de alrededor del año 670 a. C. De 70 centímetros de altura y cubierta con una toga con jeroglíficos, la estatua fue encontrada al sur de Alejandría en 1880.

### Colección Stathatos
La colección Stathatos toma su nombre de Antonis y Eleni Stathatos, donantes de los objetos que la componen. La colección está compuesta de 1000 objetos, principalmente joyas y algunos otros objetos de metal, vasijas y cerámica desde mediados de la Edad del Bronce hasta la era post-bizantina. Las piezas más importantes son las joyas de oro procedentes de Karpenisio y Tesalia que datan del periodo helenístico.

## Artistas y objetos destacados

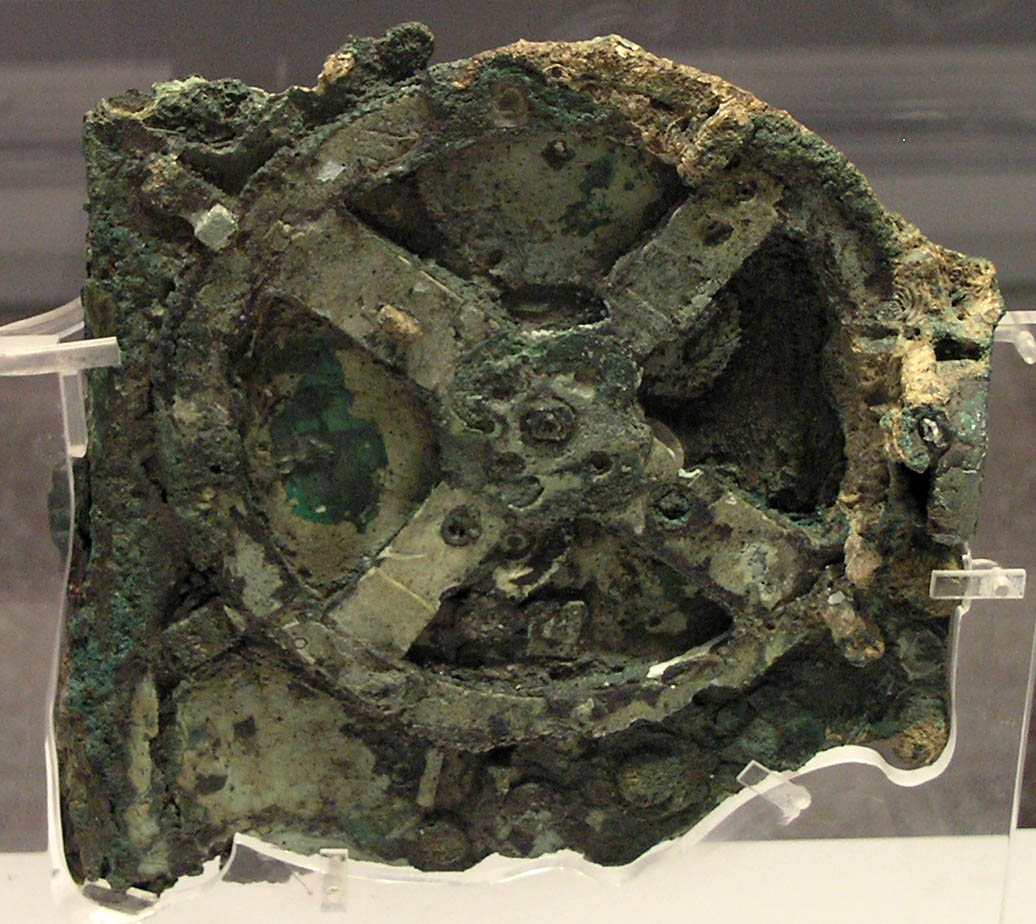
El mecanismo de Anticitera (fragmento principal).

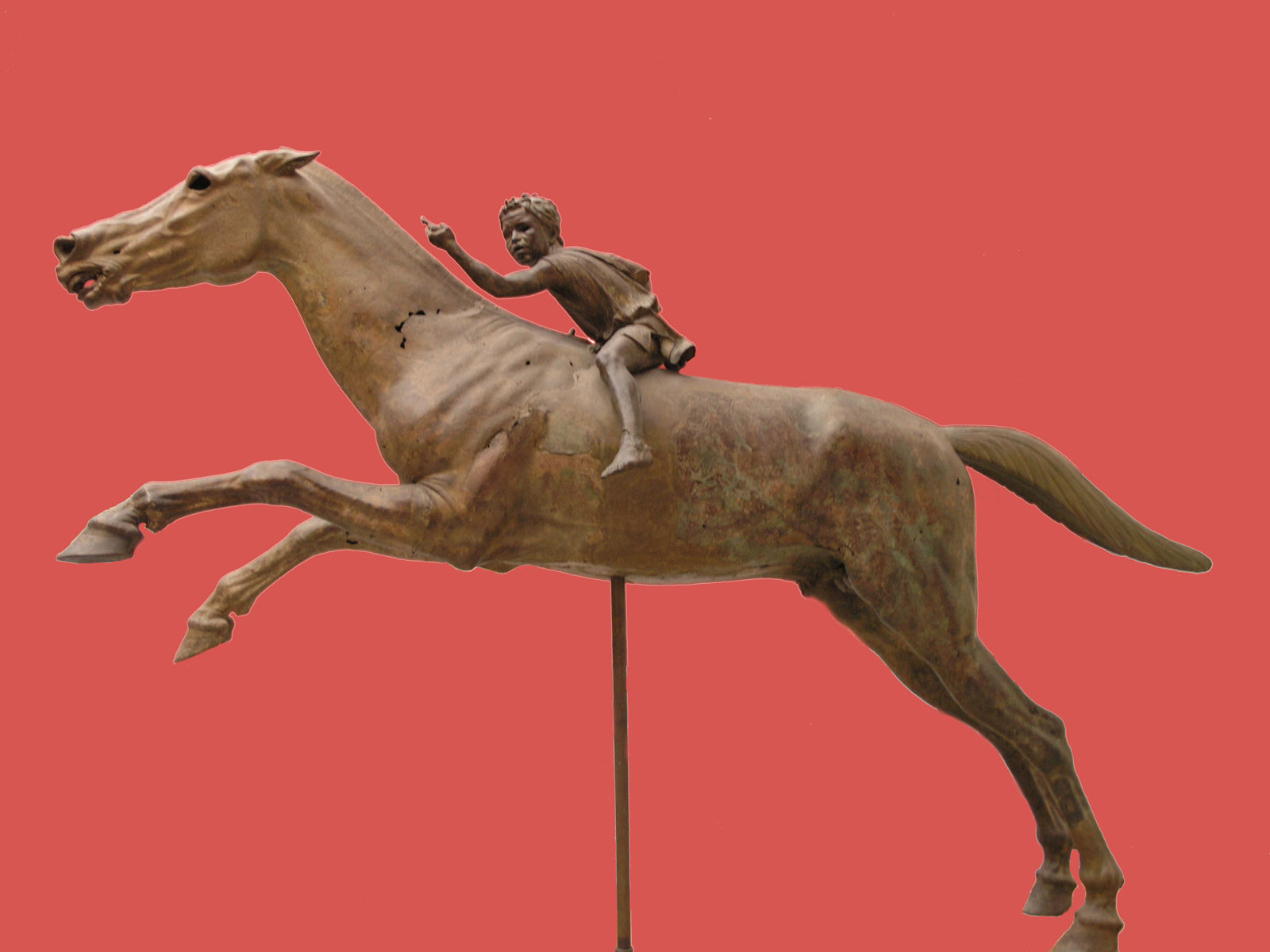
El jinete de Artemisión.

Dentro del museo se pueden contemplar obras de artistas antiguos como Mirón, Escopas, Eutímides, Lydos, Agorácrito, Agasias o pintores de cerámicas como el Pintor de Pan, el Pintor de Meleagro, el Pintor de Neso, Polignoto, Cimón de Cleonas o Esón.
Las colecciones incluyen obras escultóricas, vasos cerámicos (lutróforos, ánforas, hidrias, skyphos, cráteras, pélices, lecitos, etc.), estelas, frescos, joyería, armas, herramientas, monedas, juguetes y otras piezas antiguas.
Los objetos proceden de las excavaciones arqueológicas de Santorini, Micenas, Tirinto, Dodona, Vafio, Ramnunte, Licosura, Islas del Egeo, Delos, el templo de Afea en Egina, el santuario de Artemisa Ortia en Esparta, Pilos, Tebas, Atenas, y de otros lugares de Grecia. 
Recientemente se han añadido nuevos objetos a la colección del museo, de entre los que cabe destacar una corona funeraria de oro que data del siglo IV a. C. y una estatua en mármol de una figura femenina, del siglo VI a. C. Estos objetos fueron devueltos por el Museo J. Paul Getty a Grecia en 2007, tras un litigio de 10 años de duración tras el cual se consideró probado que se trataba de objetos que en su día fueron robados. Un año antes, y por los mismos motivos, la Fundación Los Ángeles accedió a devolver una lápida del siglo IV a. C. procedente de las cercanías de Tebas y un relieve del siglo VI a. C. que fue encontrado en la isla de Tasos.

## Biblioteca arqueológica
En el interior del museo también se alberga una biblioteca de 118 años de antigüedad, en la que se pueden encontrar antiguos libros y publicaciones de arte, ciencia y filosofía. La biblioteca cuenta con unos 20 000 volúmenes, incluyendo raras ediciones que pueden datar incluso del siglo XVII. La biblioteca abarca los campos de arqueología, historia, arte, religiones antiguas y filosofía griega, así como literatura romana y literatura griega antigua. Tienen un valor muy especial los diarios de varias excavaciones arqueológicas, entre los que se incluyen los diarios de Heinrich Schliemann. En general, la colección de libros de arqueología es la más importante de toda Grecia.
La biblioteca ha sido renovada recientemente con fondos procedentes de la Fundación Alexander S. Onassis, renovación que se completó el 26 de mayo de 2008. Desde entonces, la biblioteca recibe el nombre de Alexander Onassis.

## Galería de imágenes

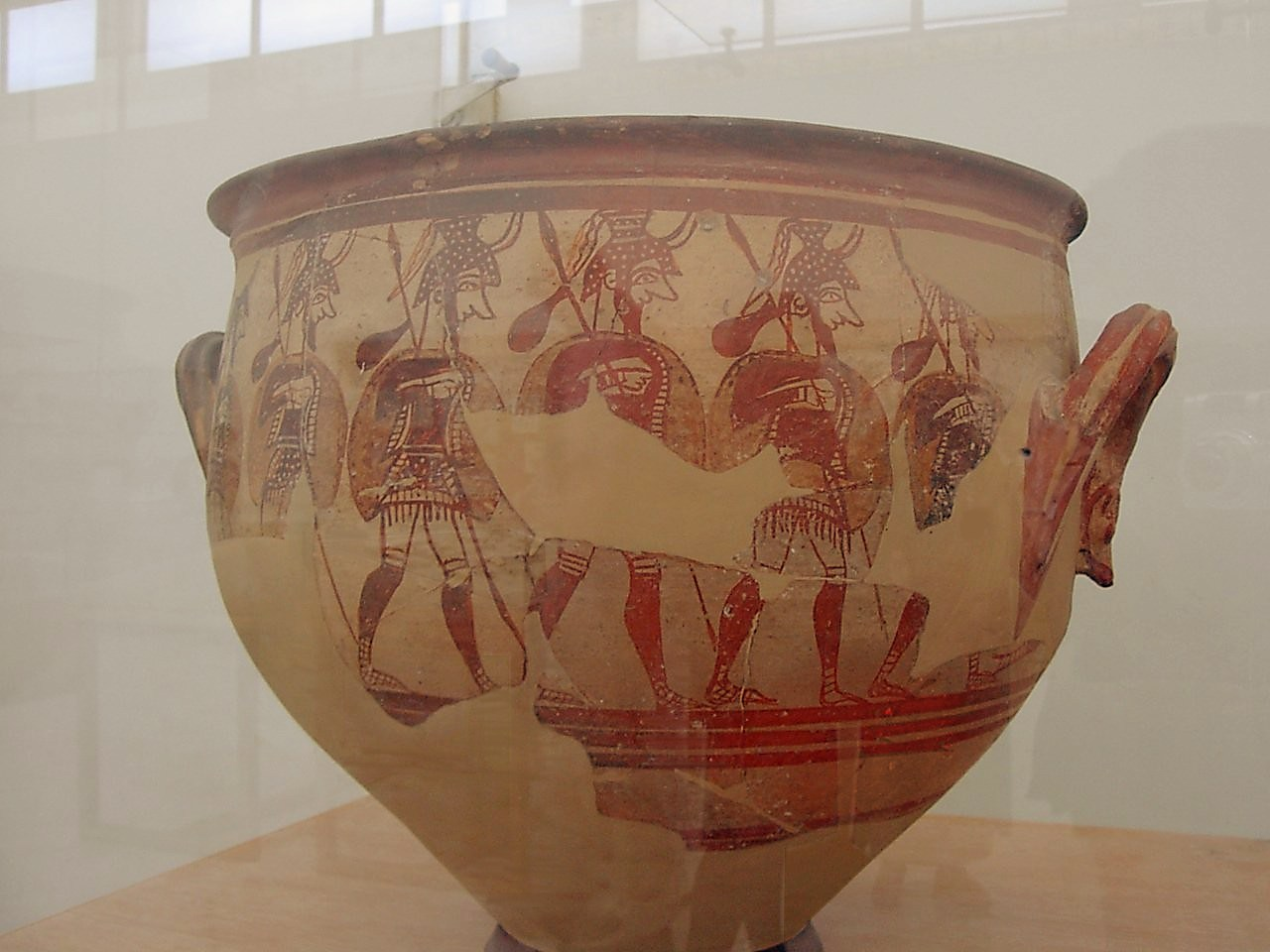
Vasija de los guerreros
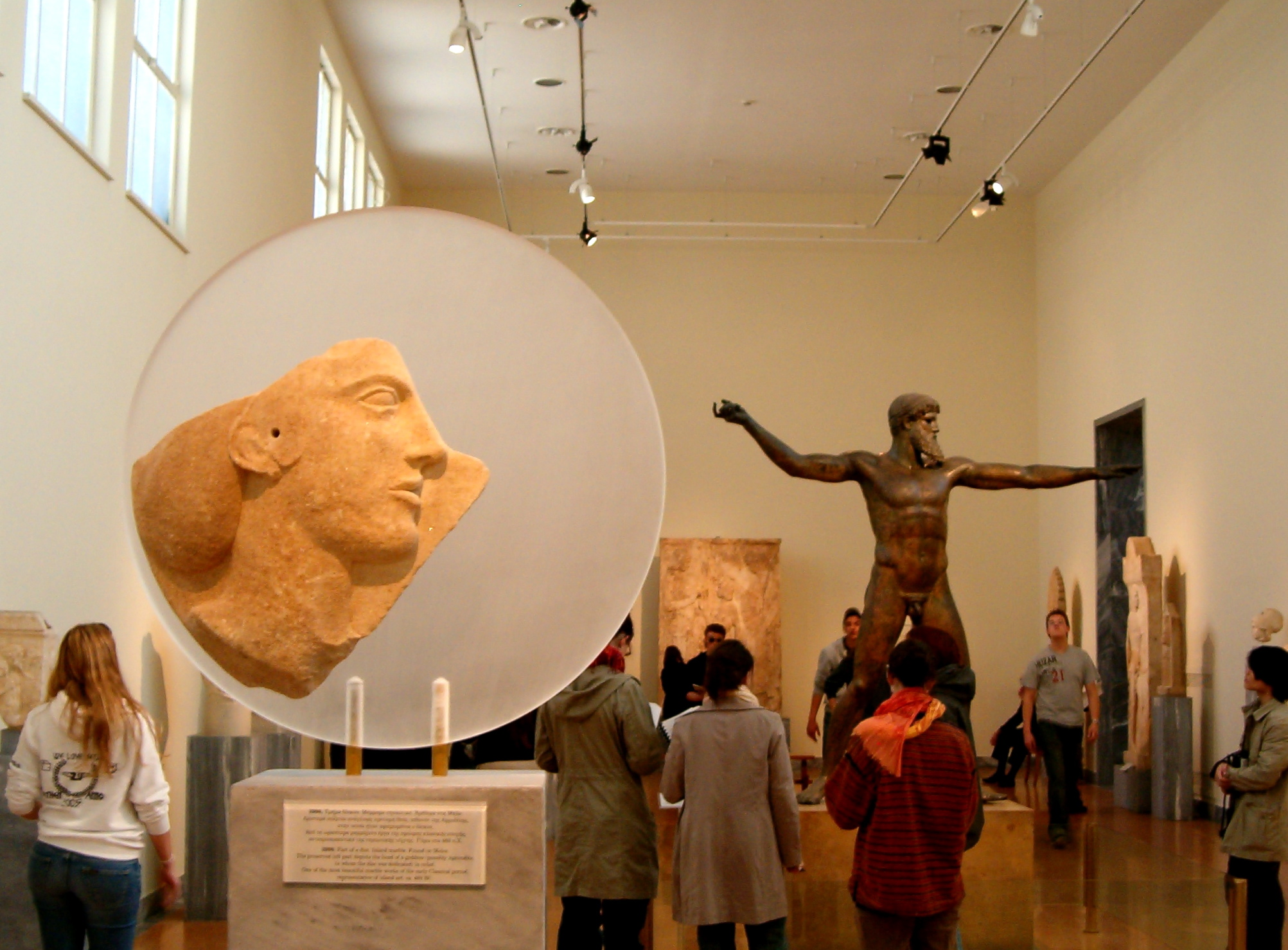
Interior
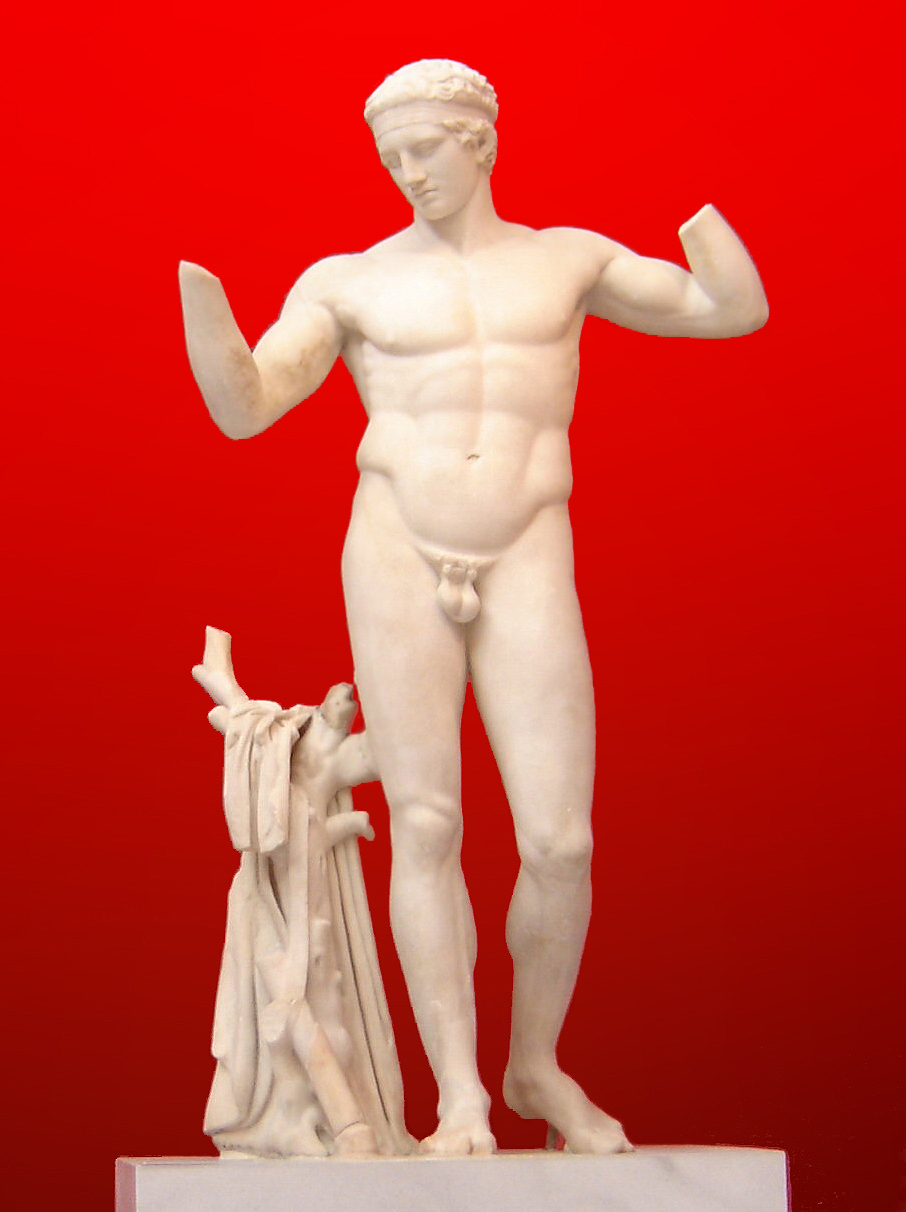
Diadumenos
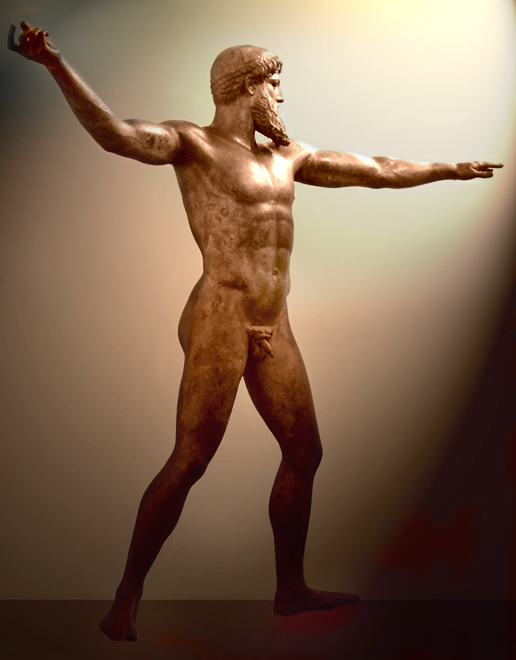
Dios del cabo Artemisio
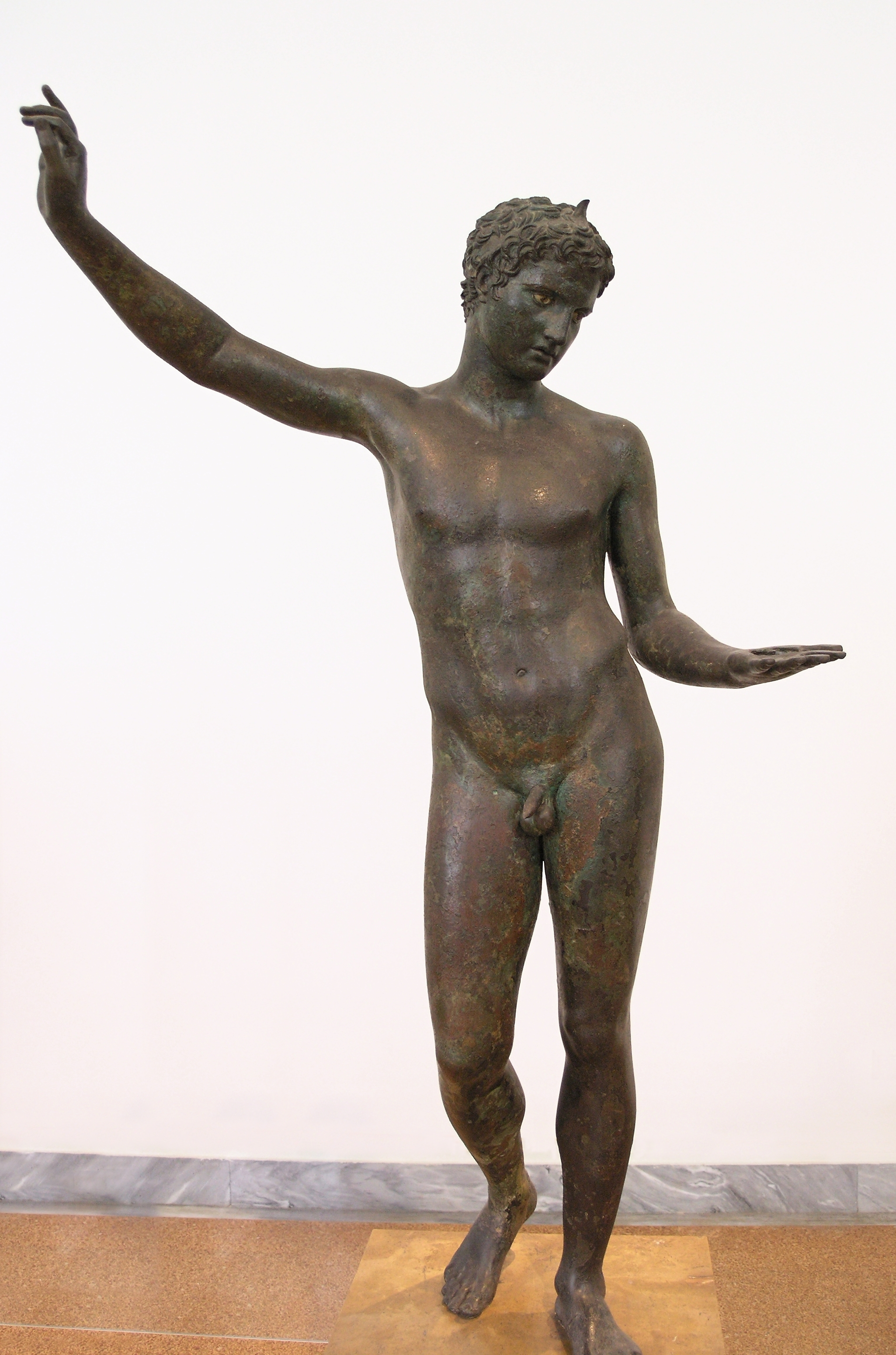
Efebo de Maratón
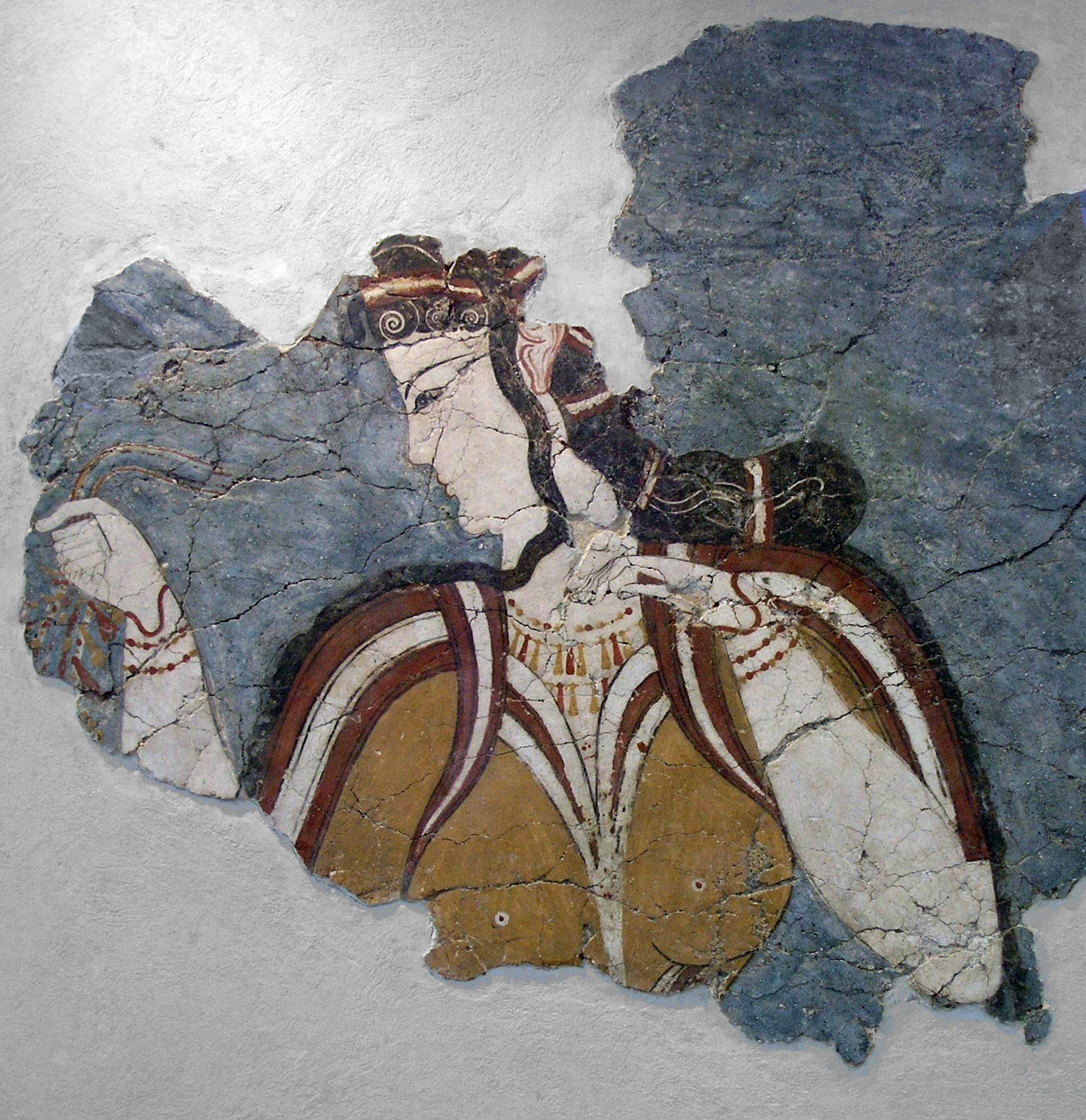
Dama de Micenas

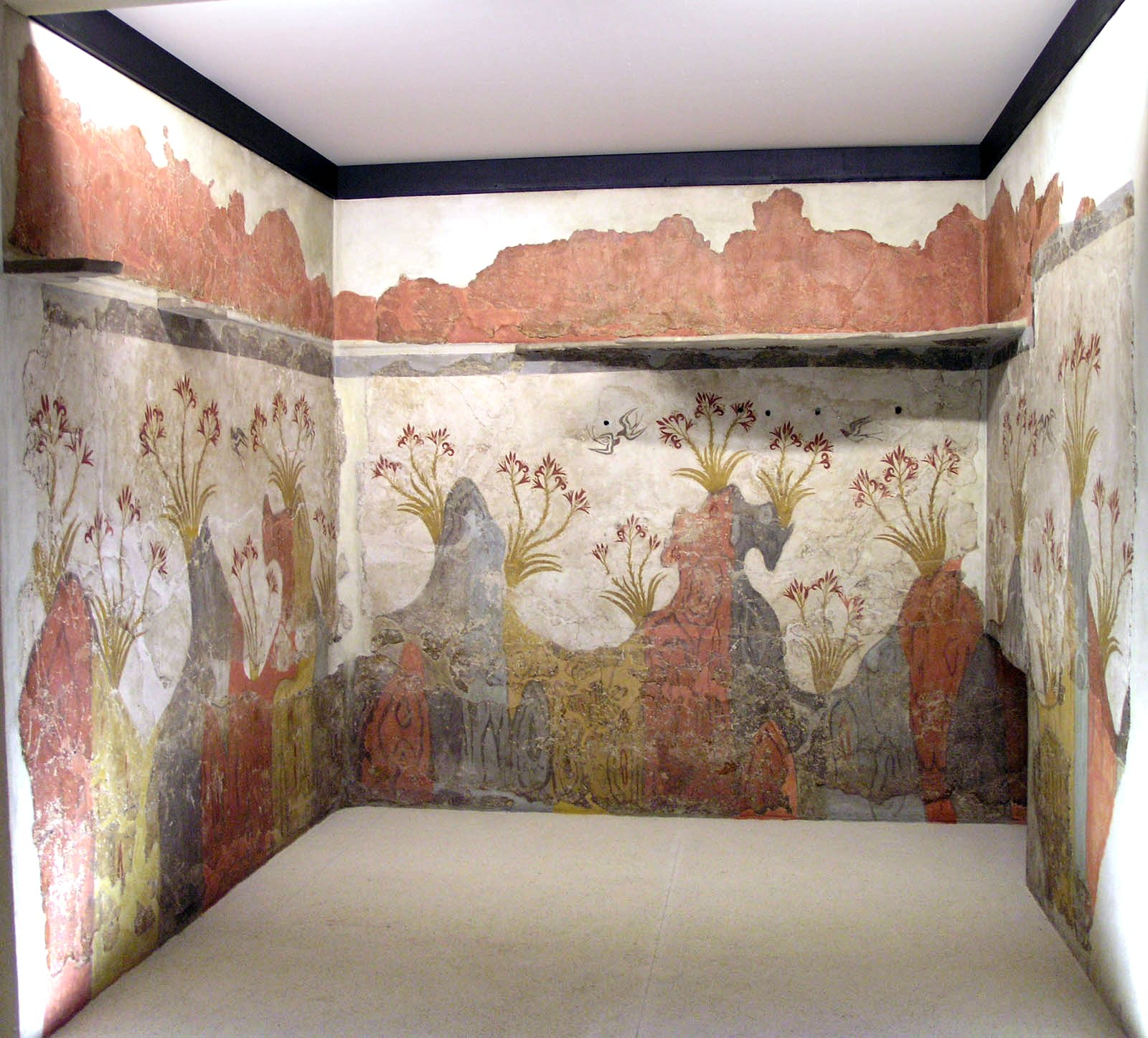
Frescos de Santorini
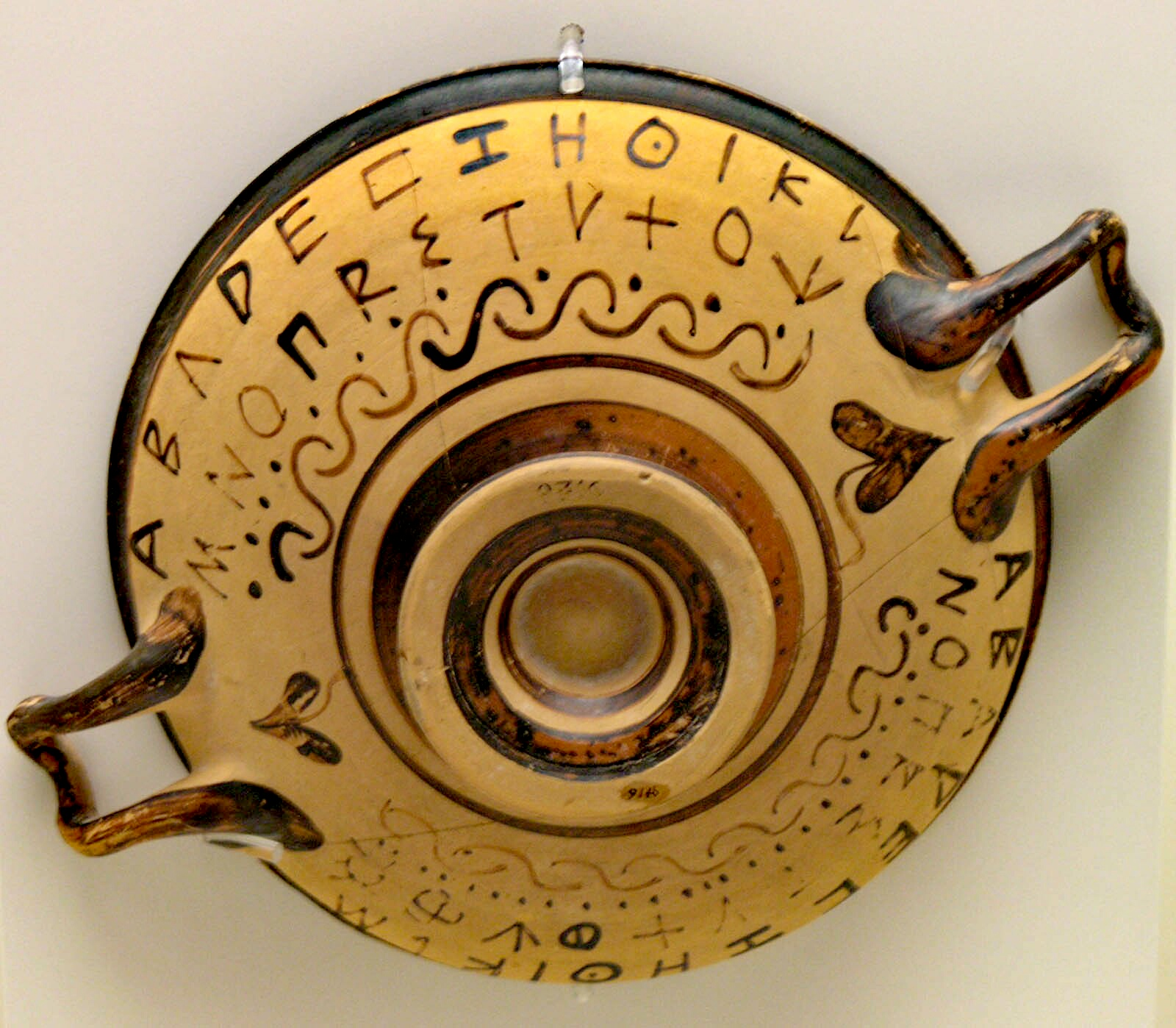
Vasija con letras del alfabeto
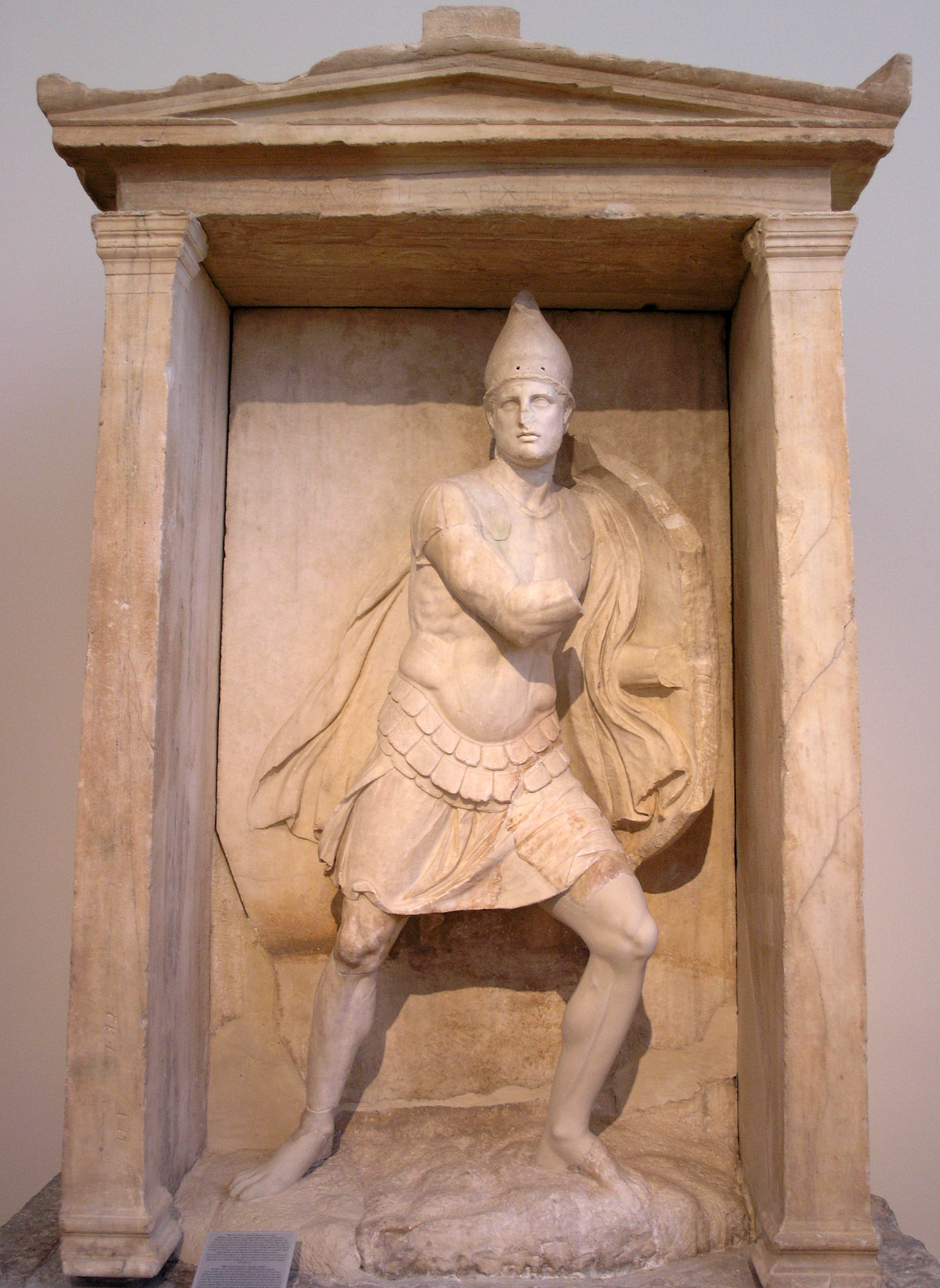
Pequeño templo de Aristonaftes
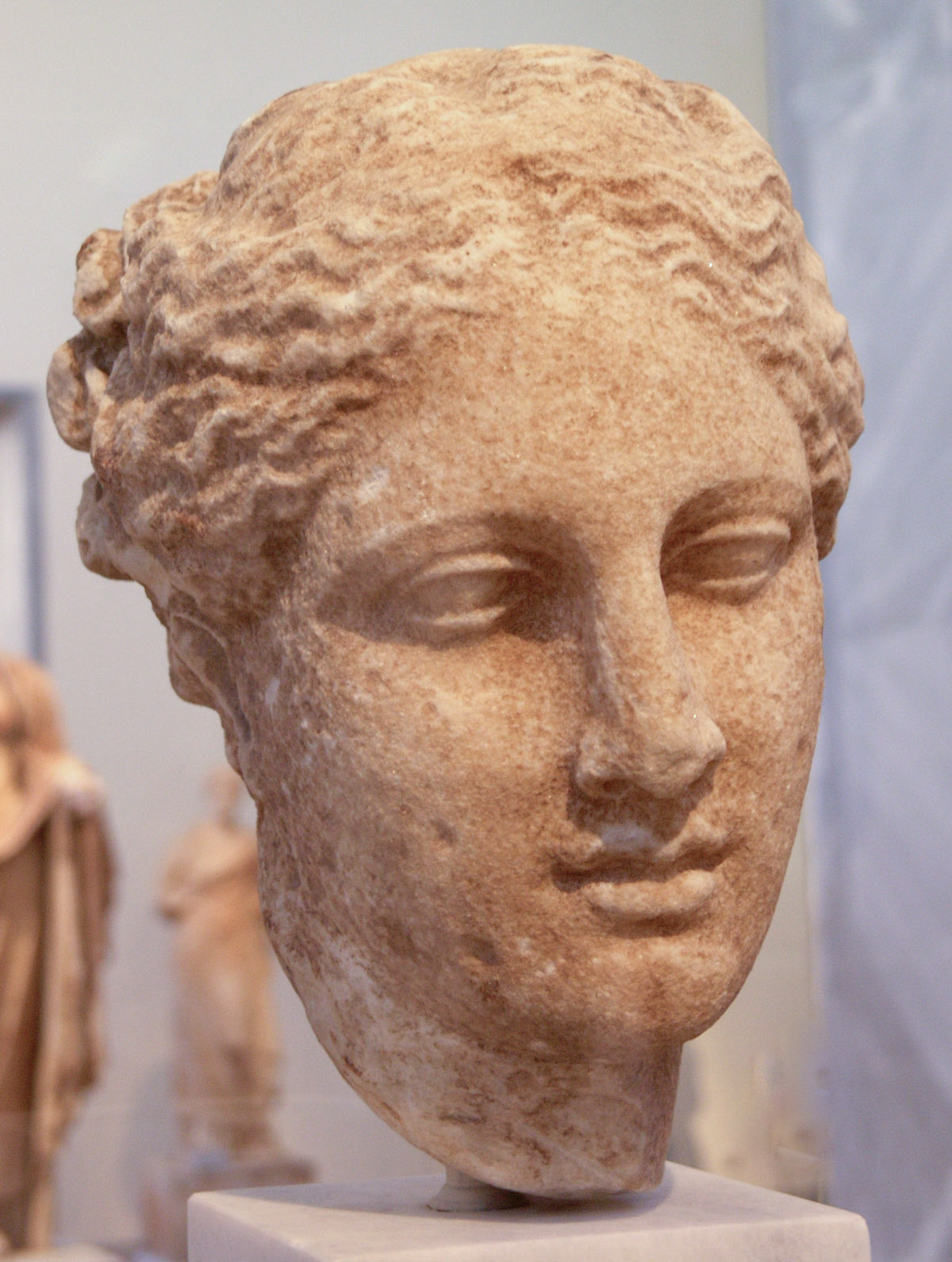
Cabeza de la diosa Higía procedente de Tegea
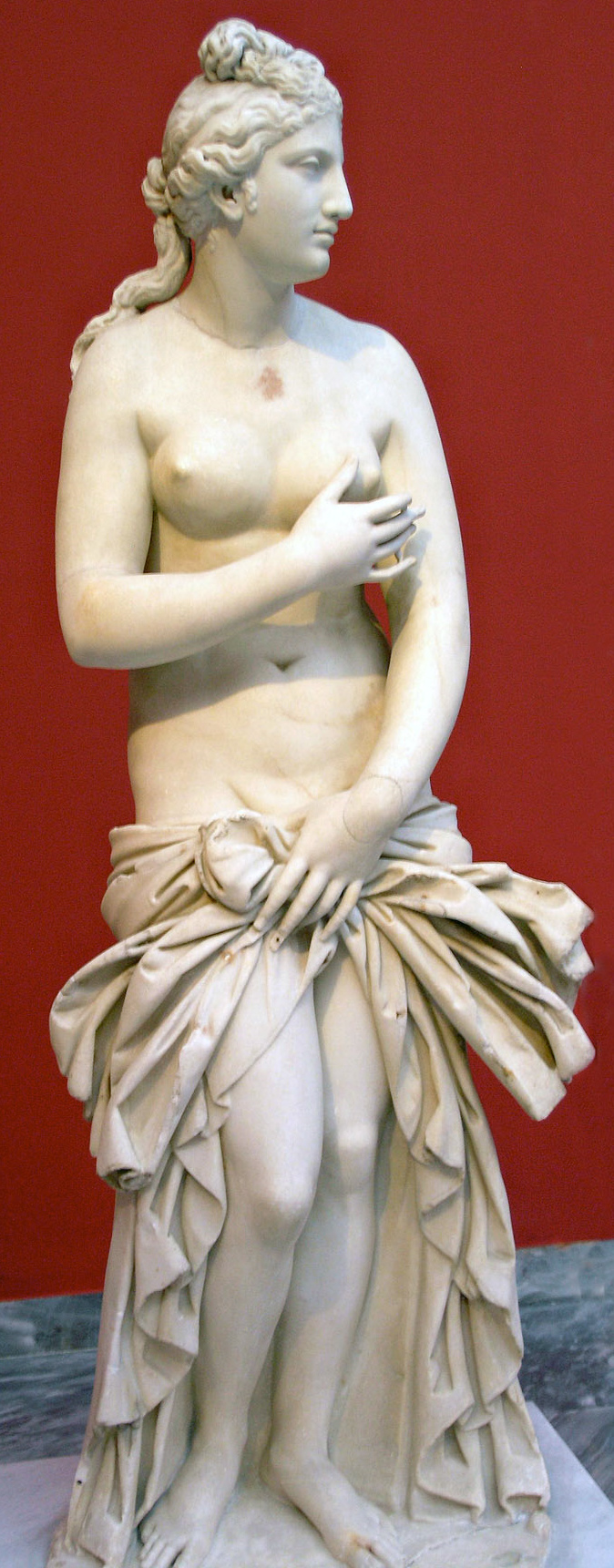
Afrodita del tipo de Siracusa
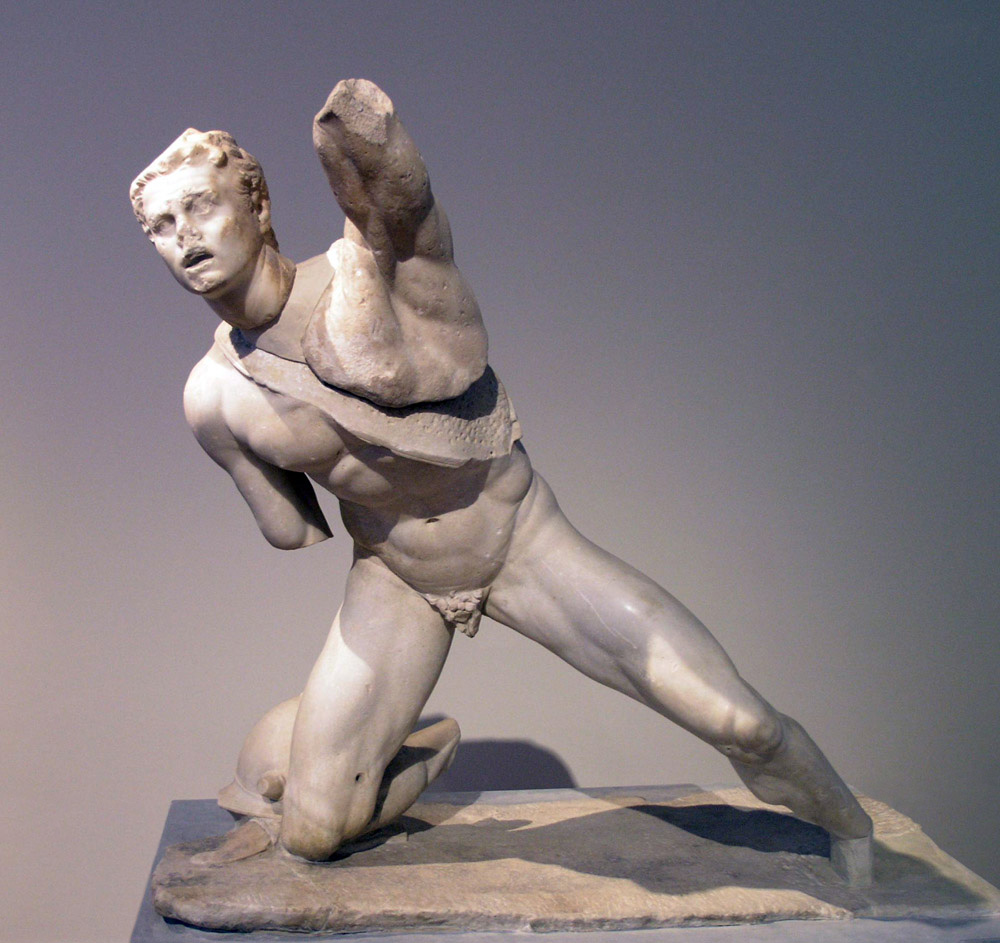
Escultura de la era helenística
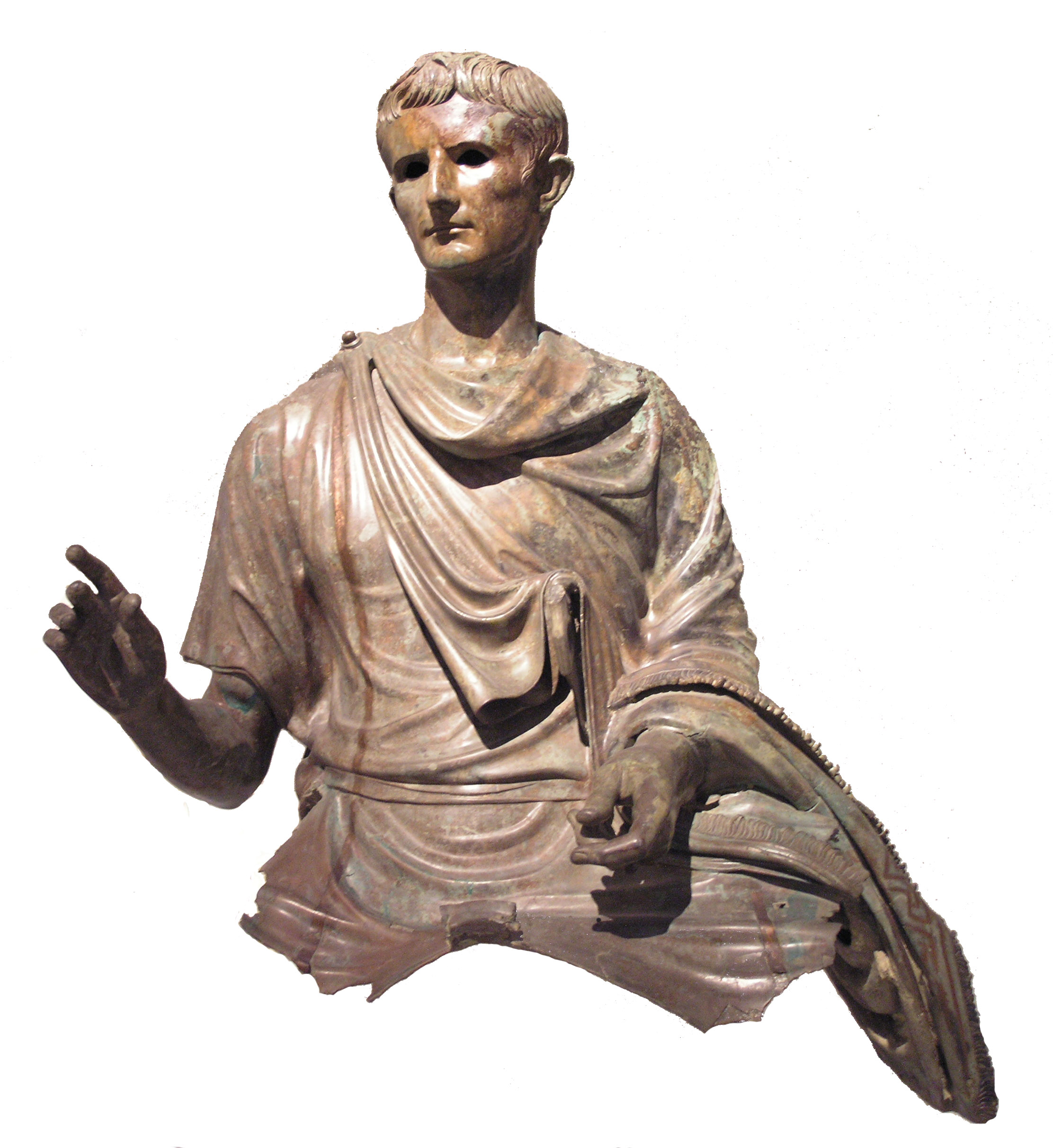
Augusto